# Pedro de Alvarado

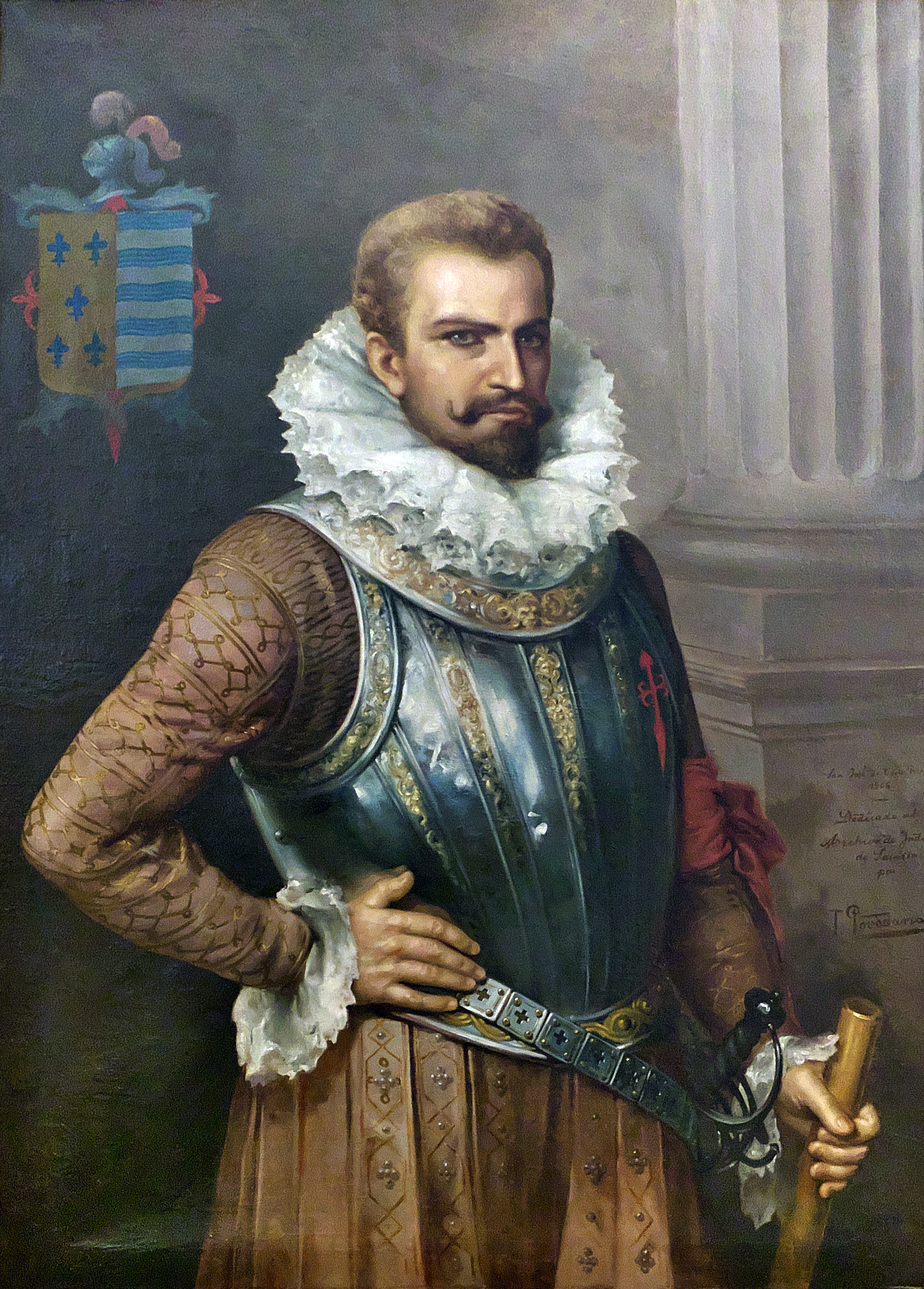
Don Pedro de Alvarado

Pedro de Alvarado y Contreras (n. cca. 1485 sau cca. 1495, Badajoz, Extremadura, Spania - d. 4 iulie 1541, Guadalajara) a fost un conquistadorspaniol și guvernator al Guatemalei, numit de către regele Carol I. A luat parte la cucerirea Cubei, în cadrul acțiunii de explorare întreprinse de către Juan de Grijalva pe coastele Yucatanului și în zona Golfului Mexic (1518), ca și la cucerirea Mexicului condusă de Hernan Cortes (1519-1520).  Alvarado a fost considerat ca fiind conquistador al celei mai mari părți din America Centrală (El Salvador, Guatemala, Honduras), trimis de același H. Cortes (1523-1527, apoi 1532-1540), dar și întemeietor al orașului San Salvador (1525). În 1534, s-a deplasat către sud, cu intenția de a pune stăpânire pe teritoriile din Peru, însă, odată ajuns în zona Anzilor, a constatat că regiunea fusese deja cucerită de către Sebastian de Belalcazar, unul dintre locotenenții conquistadorului Francisco Pizarro; situația tensionată dintre cei doi conquistadori este deblocată, iar Alvarado revine în Guatemala.
Renumit pentru abilitățile sale militare, Alvarado a devenit cunoscut și prin cruzimea sa, ca urmare a tratamentului aplicat populațiilor indigene și a genocidului practicat în cadrul supunerii Americii Centrale.
De asemenea, ca guvernator al Guatemalei, Alvarado a trimis grupuri de sclavi africani și indigeni americani să lucreze în regiunile adiacente din Honduras, în vederea căutării și exploatării minelor de aur (1533-1534), pentru ca apoi să devină guvernator al Hondurasului, până la înlocuirea sa cu un alt conquistador, Francisco de Montejo.
Pedro de Alvarado a pus la punct un plan care prevedea deplasarea unei puternice armade de pe coastele apusene ale Mexicului până în China și în "ținuturile mirodeniilor" (Indonezia). Flota, compusă din 13 vase și aproximativ 550 de soldați, era gata să pornească la drum în 1541, moment în care Alvarado a primit o scrisoare din partea conquistadorului Cristóbal de Oñate, solicitându-i sprijinul împotriva indienilor care îl asediau în Nochistlán (în regiunea Nueva Galicia din Mexic). Înainte de a ajunge la joncțiunea cu Oñate, Pedro de Alvarado este victima unui accident provocat de calul său și moare cîteva zile mai târziu.